# 長野県木曽高等学校
長野県木曽高等学校（ながのけん きそこうとうがっこう）は、長野県木曽郡木曽町福島に存在した公立高等学校。現在は長野県木曽青峰高等学校普通科・理数科が校舎を使用している。
文化祭は立地環境に由来して「谷翔祭」と称していた。

## 沿革
- 1923年
  - 4月1日 - 長野県木曽中学校として開校。
  - 4月 - 福島町立木曽福島実科高等女学校が開校。
- 1925年4月 - 木曽福島実科高等女学校が、長野県木曽高等女学校に改称。
- 1948年
  - 4月1日 - 学制改革により、長野県木曽中学校が長野県木曽西高等学校に、長野県木曽高等女学校が長野県木曽東高等学校となる。
  - 6月8日 - 木曽東高等学校に定時制課程を併設。
- 1952年4月1日 - 長野県木曽山林高等学校から木曽東高等学校へ定時制分校（楢川、上松、大桑、読書）を移管。
- 1953年4月15日 - 木曽東高等学校から定時制読書分校を長野県蘇南高等学校へ移管。
- 1954年3月31日 - 木曽東高等学校の定時制楢川分校を廃止。
- 1966年4月1日 - 木曽東高等学校に全日制衛生看護科を設置。
- 1970年4月1日 - 木曽東高等学校の定時制上松、大桑分校を廃止。
- 1982年4月1日 - 長野県木曽西高等学校と長野県木曽東高等学校が統合し、長野県木曽高等学校となる。
- 1998年4月1日 - 理数科を設置。
- 2004年3月4日 - 衛生看護科を閉科。
- 2007年4月1日 - 長野県木曽山林高等学校と統合。
- 2009年3月31日 - 閉校。

## 教育理念
- 人類と気持ちを大切にし、真理と正義を愛し、平和と民主主義を担う人間を蘇生する。
- 互いに切磋琢磨して、視野の広い、主体的な行動力のある、創造的な人間を創生する。
- 荒廃した地域社会を復活させ、世界に新たなる木曽の文化を根付かせる。

## 出身者
- 宮下武四郎 - 元・日本製紙代表取締役会長（現・相談役）
- 樋口隆昌 - 京都大学名誉教授（木材生化学）
- 小椋克己 - 元・高知県立坂本龍馬記念館長、元・高知放送報道部長
- 林泰章 - 元・岡谷市市長、日本スケート連盟副会長（前会長代行）、長野県スケート連盟会長
- 内海秀和 - JIVEメンバー、ボイストレーナー
- 越和宏 - スケルトン選手（ソルトレイク・トリノオリンピック日本代表）
- 中谷文彦 - NHKアナウンサー

## 校章
2つのペン先を縦に対に配置し、菱形で囲む。中に高の文字。

## アクセス
- JR中央本線木曽福島駅